# 5786 Talos
5786 Talos eller 1991 RC är en asteroid i huvudbältet som upptäcktes den 3 september 1991 av den australiensiske astronomen Robert H. McNaught vid Siding Spring-observatoriet. Den är uppkallad efter Talos i den grekiska mytologin.
Den tillhör asteroidgruppen Apollo.